# Championnat du monde de Formule 1 1957
Navigation
1956 1958
Le championnat du monde de Formule 1 1957 a été remporté par l'Argentin Juan Manuel Fangio au volant d'une Maserati.

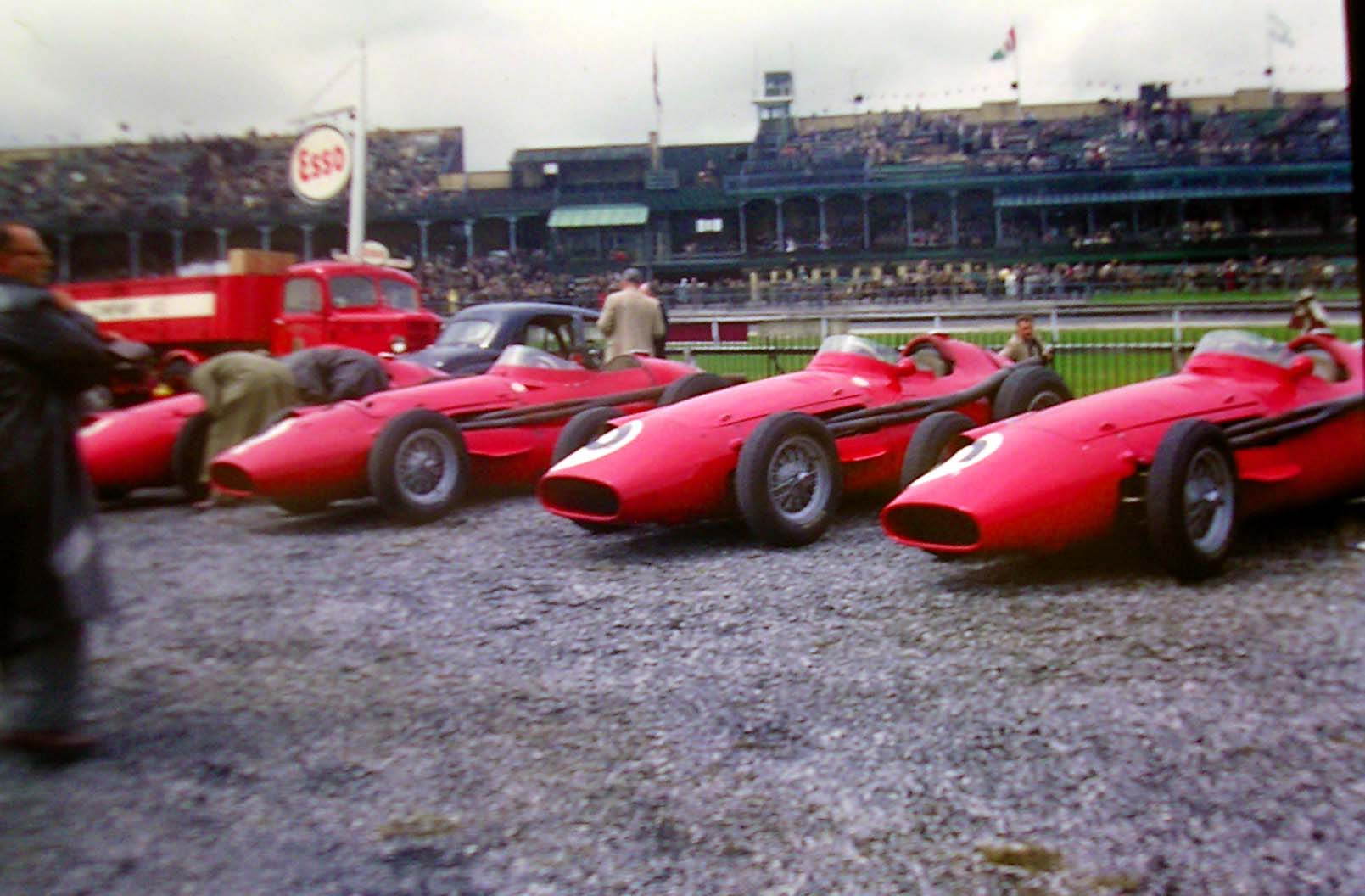
Les Maserati de Fangio, Behra, Schell et Menditeguy avant le départ du Grand Prix d'Aintree en 1957.

## Règlement sportif
- Seuls les cinq meilleurs résultats sont retenus.
- L'attribution des points se fait selon le barème 8, 6, 4, 3, 2, avec 1 point pour l'auteur du meilleur tour en course.
- Plusieurs pilotes peuvent se relayer au volant d'une même voiture et marquer des points, à condition d'avoir couvert au moins le tiers de la distance prévue. Les points sont alors divisés, sans tenir compte du nombre de tours bouclés par chacun.

## Règlement technique
- Moteurs atmosphériques : 2 500 cm³
- Moteurs suralimentés : 750 cm3

## Principaux engagés
- L'inter-saison est marquée comme l'année précédente par les transferts des deux pilotes majeurs de la discipline Juan Manuel Fangio et Stirling Moss. Malgré le titre conquis l'année précédente chez Ferrari, Fangio a décidé de rejoindre Maserati à cause de ses rapports conflictuels avec Enzo Ferrari tout au long de la saison 1956.
- Chez Maserati, Fangio retrouve Jean Behra et l'Américain Harry Schell, révélé la saison précédente sur une Vanwall.
- Stirling Moss a quant à lui décidé de rejoindre Vanwall, jeune écurie qui s'est révélée en 1956. Il sera épaulé par son compatriote Tony Brooks.
- Chez Ferrari, outre Luigi Musso, Eugenio Castellotti et Peter Collins la grande révélation de 1956, on compte sur le retour de Mike Hawthorn pour faire oublier le départ de Fangio et conserver le titre mondial.

Liste complète des écuries et pilotes (hors Indianapolis) ayant couru dans le championnat 1957 de Formule 1 organisé par la FIA.
| Écurie                    | Constructeur     | Châssis  | Moteur                                       | Pneus | Pilotes                 | Courses     |
| ------------------------- | ---------------- | -------- | -------------------------------------------- | ----- | ----------------------- | ----------- |
| Officine Alfieri Maserati | Maserati         | 250F     | Maserati 250F1 2.5 L6 Maserati 250F1 2.5 V12 | P     | Juan Manuel Fangio      | 1-2, 4-8    |
| Officine Alfieri Maserati | Maserati         | 250F     | Maserati 250F1 2.5 L6 Maserati 250F1 2.5 V12 | P     | Stirling Moss           | 1           |
| Officine Alfieri Maserati | Maserati         | 250F     | Maserati 250F1 2.5 L6 Maserati 250F1 2.5 V12 | P     | Jean Behra              | 1, 4-8      |
| Officine Alfieri Maserati | Maserati         | 250F     | Maserati 250F1 2.5 L6 Maserati 250F1 2.5 V12 | P     | Carlos Menditeguy       | 1-2, 4-5    |
| Officine Alfieri Maserati | Maserati         | 250F     | Maserati 250F1 2.5 L6 Maserati 250F1 2.5 V12 | P     | Harry Schell            | 1, 4-8      |
| Officine Alfieri Maserati | Maserati         | 250F     | Maserati 250F1 2.5 L6 Maserati 250F1 2.5 V12 | P     | Giorgio Scarlatti       | 2, 6-8      |
| Officine Alfieri Maserati | Maserati         | 250F     | Maserati 250F1 2.5 L6 Maserati 250F1 2.5 V12 | P     | Hans Herrmann           | 2           |
| Officine Alfieri Maserati | Maserati         | 250F     | Maserati 250F1 2.5 L6 Maserati 250F1 2.5 V12 | P     | Paco Godia              | 6-8         |
| Scuderia Ferrari          | Ferrari          | 801      | Ferrari DS50 2.5 V8                          | E P   | Peter Collins           | 1-2, 4-6, 8 |
| Scuderia Ferrari          | Ferrari          | 801      | Ferrari DS50 2.5 V8                          | E P   | Luigi Musso             | 1, 4-8      |
| Scuderia Ferrari          | Ferrari          | 801      | Ferrari DS50 2.5 V8                          | E P   | Eugenio Castellotti     | 1           |
| Scuderia Ferrari          | Ferrari          | 801      | Ferrari DS50 2.5 V8                          | E P   | Mike Hawthorn           | 1-2, 4-6, 8 |
| Scuderia Ferrari          | Ferrari          | 801      | Ferrari DS50 2.5 V8                          | E P   | Wolfgang von Trips      | 1-2, 8      |
| Scuderia Ferrari          | Ferrari          | 801      | Ferrari DS50 2.5 V8                          | E P   | Cesare Perdisa          | 1           |
| Scuderia Ferrari          | Ferrari          | 801      | Ferrari DS50 2.5 V8                          | E P   | Alfonso de Portago      | 1           |
| Scuderia Ferrari          | Ferrari          | 801      | Ferrari DS50 2.5 V8                          | E P   | José Froilán González   | 1           |
| Scuderia Ferrari          | Ferrari          | 801      | Ferrari DS50 2.5 V8                          | E P   | Maurice Trintignant     | 2, 4-5      |
| Scuderia Centro Sud (en)  | Maserati Ferrari | 250F 500 | Maserati 250F1 2.5 L6 Ferrari 625 2.5 L4     | P     | Joakim Bonnier          | 1, 7-8      |
| Scuderia Centro Sud (en)  | Maserati Ferrari | 250F 500 | Maserati 250F1 2.5 L6 Ferrari 625 2.5 L4     | P     | Alejandro de Tomaso     | 1           |
| Scuderia Centro Sud (en)  | Maserati Ferrari | 250F 500 | Maserati 250F1 2.5 L6 Ferrari 625 2.5 L4     | P     | Masten Gregory          | 2, 6-8      |
| Scuderia Centro Sud (en)  | Maserati Ferrari | 250F 500 | Maserati 250F1 2.5 L6 Ferrari 625 2.5 L4     | P     | André Simon             | 2           |
| Scuderia Centro Sud (en)  | Maserati Ferrari | 250F 500 | Maserati 250F1 2.5 L6 Ferrari 625 2.5 L4     | P     | Harry Schell            | 2           |
| Scuderia Centro Sud (en)  | Maserati Ferrari | 250F 500 | Maserati 250F1 2.5 L6 Ferrari 625 2.5 L4     | P     | Hans Herrmann           | 6           |
| Luigi Piotti              | Maserati         | 250F     | Maserati 250F1 2.5 L6                        | P     | Luigi Piotti            | 1-2, 7-8    |
| Owen Racing Organisation  | BRM              | P25      | BRM P25 2.5 L4                               | D     | Ron Flockhart           | 2, 4        |
| Owen Racing Organisation  | BRM              | P25      | BRM P25 2.5 L4                               | D     | Roy Salvadori           | 2           |
| Owen Racing Organisation  | BRM              | P25      | BRM P25 2.5 L4                               | D     | Herbert MacKay-Fraser   | 4           |
| Owen Racing Organisation  | BRM              | P25      | BRM P25 2.5 L4                               | D     | Jack Fairman            | 5           |
| Owen Racing Organisation  | BRM              | P25      | BRM P25 2.5 L4                               | D     | Les Leston              | 5           |
| Connaught Engineering     | Connaught        | B        | Alta GP 2.5 L4                               | D     | Stuart Lewis-Evans      | 2           |
| Connaught Engineering     | Connaught        | B        | Alta GP 2.5 L4                               | D     | Ivor Bueb               | 2           |
| Cooper Car Company        | Cooper           | T43      | Climax FPF 2.0 L4                            | A D   | Jack Brabham            | 2, 4, 7     |
| Cooper Car Company        | Cooper           | T43      | Climax FPF 2.0 L4                            | A D   | Les Leston              | 2           |
| Cooper Car Company        | Cooper           | T43      | Climax FPF 2.0 L4                            | A D   | Mike MacDowel           | 4           |
| Cooper Car Company        | Cooper           | T43      | Climax FPF 2.0 L4                            | A D   | Roy Salvadori           | 5, 7        |
| Cooper Car Company        | Cooper           | T43      | Climax FPF 1.5 L4                            | D     | Roy Salvadori           | 6           |
| Vandervell Products Ltd   | Vanwall          | VW 5     | Vanwall 254 2.5 L4                           | P     | Stirling Moss           | 2, 5-8      |
| Vandervell Products Ltd   | Vanwall          | VW 5     | Vanwall 254 2.5 L4                           | P     | Tony Brooks             | 2, 5-8      |
| Vandervell Products Ltd   | Vanwall          | VW 5     | Vanwall 254 2.5 L4                           | P     | Stuart Lewis-Evans      | 4-8         |
| Vandervell Products Ltd   | Vanwall          | VW 5     | Vanwall 254 2.5 L4                           | P     | Roy Salvadori           | 4           |
| Horace Gould              | Maserati         | 250F     | Maserati 250F1 2.5 L6                        | D     | Horace Gould            | 2, 4-8      |
| Joakim Bonnier            | Maserati         | 250F     | Maserati 250F1 2.5 L6                        | P     | Joakim Bonnier          | 5           |
| Gilby Engineering         | Maserati         | 250F     | Maserati 250F1 2.5 L6                        | D     | Ivor Bueb               | 5           |
| Rob Walker Racing Team    | Cooper           | T43      | Climax FPF 2.0 L4                            | D     | Jack Brabham            | 5           |
| Rob Walker Racing Team    | Cooper           | T43      | Climax FPF 1.5 L4                            | D     | Jack Brabham            | 6           |
| Bob Gerard                | Cooper           | T44      | Bristol BS2 2.2 L6                           | D     | Bob Gerard              | 5           |
| Bruce Halford             | Maserati         | 250F     | Maserati 250F1 2.5 L6                        | D     | Bruce Halford           | 6-8         |
| Porsche KG                | Porsche          | RS550    | Porsche 547/3 1.5 Flat-4                     | ?     | Umberto Maglioli        | 6           |
| Porsche KG                | Porsche          | RS550    | Porsche 547/3 1.5 Flat-4                     | ?     | Edgar Barth             | 6           |
| Ridgeway Managements      | Cooper           | T43 T41  | Climax FPF 1.5 L4                            | D     | Tony Marsh              | 6           |
| Ridgeway Managements      | Cooper           | T43 T41  | Climax FPF 1.5 L4                            | D     | Paul England            | 6           |
| Écurie Maarsbergen        | Porsche          | RS550    | Porsche 547/3 1.5 Flat-4                     | D     | Carel Godin de Beaufort | 6           |
| Brian Naylor              | Cooper           | T43      | Climax FPF 1.5 L4                            | D     | Brian Naylor            | 6           |
| Dick Gibson               | Cooper           | T43      | Climax FPF 1.5 L4                            | D     | Dick Gibson             | 6           |
| Ottorino Volonterio       | Maserati         | 250F     | Maserati 250F1 2.5 L6                        | P     | Ottorino Volonterio     | 8           |
| Ottorino Volonterio       | Maserati         | 250F     | Maserati 250F1 2.5 L6                        | P     | André Simon             | 8           |

- Les écuries et pilotes sur fond rose ont participé au Grand Prix d'Allemagne en catégorie F2.

## Résumé du championnat du monde 1957
Les derniers exploits de Fangio
Comme de coutume, la saison débute en janvier sous l'été argentin et Juan Manuel Fangio s'impose sur ses terres et signant de manière victorieuse son retour chez Maserati. En trustant les quatre premières places (Fangio-Behra-Menditeguy-Schell), les Maserati se positionnent d'emblée au-dessus des Ferrari tandis que les Vanwall ont boycotté la course, Moss (pilote vanwall) ayant pris le volant d'une Maserati privée.
Quatre mois plus tard à Monaco, Vanwall entre en course tandis que deux cruelles absences affectent Ferrari. À seulement 26 ans, le grand espoir italien Eugenio Castellotti a trouvé la mort dans une séance d'essais à Modène. Peu de temps après, le gentleman-driver espagnol Alfonso de Portago se tue aux Mille Miglia. La course monégasque est facilement remportée par Fangio qui a profité d'un carambolage général derrière lui qui a éliminé les Moss sur Vanwall et les Ferraristes Collins et Hawthorn. Tony Brooks sauve l'honneur britannique en amenant sa Vanwall à la deuxième place. 
Fangio remporte également le Grand Prix de France malgré des pneus à l'agonie et le retour en force des hommes de la Scuderia Ferrari notamment de Luigi Musso brillant deuxième. Avec trois victoires en trois courses et aucun concurrent qui se détache pour mener la chasse, le titre semble acquis pour l'Argentin. 
Au Grand Prix de Grande-Bretagne, les titulaires de Vanwall, Tony Brooks et Stirling Moss, sont de retour et profitent des abandons des Maserati de Behra et Fangio sur casse mécanique pour se partager la victoire. Moss relaye Brooks à partir du vingt-sixième tour à cause d'ennuis d’alternateur de sa propre voiture et à une jambe encore convalescente de Brooks. Cette victoire est la première d'une voiture britannique en championnat du monde. 
En Allemagne, au Nürburgring, Fangio retrouve le chemin de la victoire au terme d'une course que les spécialistes considèrent aujourd'hui comme la plus grande de sa carrière et l'une des plus belles de l'histoire de la Formule 1. Sorti vainqueur d'une longue course-poursuite derrière les Ferrari de Collins et Hawthorn, l'Argentin s'assure de son cinquième titre mondial, le quatrième consécutif.
Moss et Vanwall prennent date
Inexistants en Allemagne, Moss et Vanwall terminent la saison en trombe en remportant coup sur coup les Grand Prix de Pescara et d'Italie à l'issue d'une implacable domination.

## Grands Prix de la saison 1957
| no | Date        | Grand Prix                    | Lieu         | Vainqueur                 | Écurie              | Pole position      | Record du tour     | Résumé |
| -- | ----------- | ----------------------------- | ------------ | ------------------------- | ------------------- | ------------------ | ------------------ | ------ |
| 57 | 13 janvier  | Grand Prix d'Argentine        | Buenos Aires | Juan Manuel Fangio        | Maserati            | Stirling Moss      | Stirling Moss      | Résumé |
| 58 | 19 mai      | Grand Prix de Monaco          | Monaco       | Juan Manuel Fangio        | Maserati            | Juan Manuel Fangio | Juan Manuel Fangio | Résumé |
| 59 | 30 mai      | Indianapolis 500              | Indianapolis | Sam Hanks                 | Epperly-Offenhauser | Pat O'Connor       | Jim Rathmann       | Résumé |
| 60 | 7 juillet   | Grand Prix de France          | Rouen        | Juan Manuel Fangio        | Maserati            | Juan Manuel Fangio | Luigi Musso        | Résumé |
| 61 | 20 juillet  | Grand Prix de Grande-Bretagne | Aintree      | Tony Brooks Stirling Moss | Vanwall             | Stirling Moss      | Stirling Moss      | Résumé |
| 62 | 4 août      | Grand Prix d'Allemagne        | Nürburgring  | Juan Manuel Fangio        | Maserati            | Juan Manuel Fangio | Juan Manuel Fangio | Résumé |
| 63 | 18 août     | Grand Prix de Pescara         | Pescara      | Stirling Moss             | Vanwall             | Juan Manuel Fangio | Stirling Moss      | Résumé |
| 64 | 8 septembre | Grand Prix d'Italie           | Monza        | Stirling Moss             | Vanwall             | Stuart Lewis-Evans | Tony Brooks        | Résumé |

## Classement des pilotes

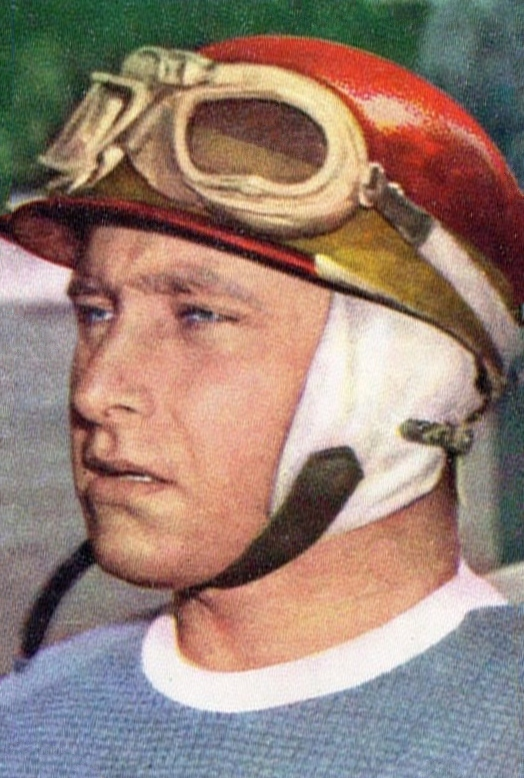
Juan Manuel Fangio pour un cinquième et dernier titre.

| Classement | Pilote                | Pays        | Voiture                   | Nombre de points |
| ---------- | --------------------- | ----------- | ------------------------- | ---------------- |
| 1er        | Juan Manuel Fangio    | Argentine   | Maserati                  | 40 (46)          |
| 2e         | Stirling Moss         | Royaume-Uni | Vanwall                   | 25               |
| 3e         | Luigi Musso           | Italie      | Ferrari                   | 16               |
| 4e         | Mike Hawthorn         | Royaume-Uni | Ferrari                   | 13               |
| 5e         | Tony Brooks           | Royaume-Uni | Vanwall                   | 11               |
| 6e         | Masten Gregory        | États-Unis  | Maserati                  | 10               |
| 7e         | Harry Schell          | États-Unis  | Maserati                  | 10               |
| 8e         | Sam Hanks             | États-Unis  | Epperly-Offenhauser       | 8                |
| 9e         | Peter Collins         | Royaume-Uni | Ferrari                   | 8                |
| 10e        | Jim Rathmann          | États-Unis  | Epperly-Offenhauser       | 7                |
| 11e        | Jean Behra            | France      | Maserati                  | 6                |
| 12e        | Stuart Lewis-Evans    | Royaume-Uni | Connaught-Alta et Vanwall | 5                |
| 13e        | Maurice Trintignant   | France      | Ferrari                   | 5                |
| 14e        | Wolfgang von Trips    | Allemagne   | Ferrari                   | 4                |
| 15e        | Carlos Menditeguy     | Argentine   | Maserati                  | 4                |
| 16e        | Jimmy Bryan           | États-Unis  | Kuzma-Offenhauser         | 4                |
| 17e        | Paul Russo            | États-Unis  | Kurtis-Novi               | 3                |
| 18e        | Andy Linden           | États-Unis  | Kurtis-Offenhauser        | 2                |
| 19e        | Roy Salvadori         | Royaume-Uni | Cooper-Climax             | 2                |
| 20e        | Giorgio Scarlatti     | Italie      | Maserati                  | 1                |
| 21e        | Alfonso de Portago    | Espagne     | Ferrari                   | 1                |
| 22e        | José Froilán González | Argentine   | Ferrari                   | 1                |

## Liste des Grands Prix disputés cette saison ne comptant pas pour le championnat du monde de Formule 1
| Nom                           | Circuit     | Date         | Vainqueur          | Constructeur   |
| ----------------------------- | ----------- | ------------ | ------------------ | -------------- |
| VIIe Grand Prix de Syracuse   | Syracuse    | 7 avril      | Peter Collins      | Lancia-Ferrari |
| XVIIe Grand Prix de Pau       | Pau         | 22 avril     | Jean Behra         | Maserati       |
| Ve Glover Trophy              | Goodwood    | 22 avril     | Stuart Lewis-Evans | Connaught-Alta |
| Xe Grand Prix de Naples       | Posillipo   | 28 avril     | Peter Collins      | Lancia-Ferrari |
| IIe Grand Prix de Reims       | Reims       | 14 juillet   | Luigi Musso        | Lancia-Ferrari |
| Ve Grand Prix de Caen         | Caen        | 28 juillet   | Jean Behra         | BRM            |
| IXe BRDC International Trophy | Silverstone | 14 septembre | Jean Behra         | BRM            |
| Ve Grand Prix de Modène       | Modène      | 22 septembre | Jean Behra         | Maserati       |
| VIe Grand Prix du Maroc       | Ain-Diab    | 27 octobre   | Jean Behra         | Maserati       |

Course d'exhibition
| Nom                                           | Circuit | Date | Vainqueur   | Constructeur      |
| --------------------------------------------- | ------- | ---- | ----------- | ----------------- |
| Ier 500 Miles de Monza Course des deux Mondes | Monza   | Juin | Jimmy Bryan | Kuzma-Offenhauser |